# Municipio de Thunder Lake
El municipio de Thunder Lake (en inglés: Thunder Lake Township) es un municipio ubicado en el condado de Cass en el estado estadounidense de Minnesota. En el año 2010 tenía una población de 272 habitantes y una densidad poblacional de 2,89 personas por km².

## Geografía
El municipio de Thunder Lake se encuentra ubicado en las coordenadas 46°55′28″N 94°0′4″O / 46.92444, -94.00111. Según la Oficina del Censo de los Estados Unidos, el municipio tiene una superficie total de 94.1 km², de la cual 83,83 km² corresponden a tierra firme y (10,92 %) 10,27 km² es agua.

## Demografía
Según el censo de 2010, había 272 personas residiendo en el municipio de Thunder Lake. La densidad de población era de 2,89 hab./km². De los 272 habitantes, el municipio de Thunder Lake estaba compuesto por el 96,32 % blancos, el 2,94 % eran amerindios, el 0,74 % eran asiáticos. Del total de la población el 1,47 % eran hispanos o latinos de cualquier raza.